# Stalderite
La stalderite è un minerale.